# Michael Tinsley
Michael Tinsley (* 21. dubna 1984) je atlet, reprezentující USA. Jeho specializací je běh na 400 metrů překážek.
V roce 2012 vybojoval stříbrnou medaili v běhu na 400 metrů překážek na olympiádě v Londýně. O rok později dosáhl stejného úspěchu na mistrovství světa v Moskvě. Zde si zároveň vytvořil osobní rekord 47.70.